# Xyronotidae
Xyronotidae – rodzina prostoskrzydłych z podrzędu krótkoczułkowych i nadrodziny Trigonopterygoidea. Należą tu cztery endemiczne dla Meksyku gatunki.

## Taksonomia
Rodzina ta obejmuje 4 gatunki należące do 2 rodzajów: Xyronotus i Axyronotus.
Jako pierwszy takson rangi ponadrodzajowej dla monotypowego wówczas rodzaju Xyronotus wprowadził Ignacio Bolívar w 1909 roku – była to sekcja "Xyronoti" w obrębie Pyrgomorphinae. W 1952 Kevan umieścił ten rodzaj w monotypowym plemieniu Xyronotini w obrębie Trigonopteryginae. Rangę rodziny nadał temu taksonowi W.M. Dirsh w 1955, a w 1975 tenże autor zaliczył ją do nadrodziny Pneumoroidea. W 1979 W.M. Dirsz i J.B. Mason opublikowali rewizję rodziny, w której opisali 3 nowe gatunki i rodzaj Axyronotus. Wyniki badań filogenetycznych z 2015 autorstwa Songa i współpracowników wskazują, że Xyronotidae stanowią grupę siostrzaną dla Trigonopterygidae, w związku z czym są wraz z nimi są klasyfikowane w nadrodzinie Trigonopterygoidea.

## Opis
Średniej wielkości prostoskrzydłe o ciele przypłaszczonym bocznie, długości od 17 do blisko 30 mm, pokrytym pomarszczonym oskórkiem. Ostro stożkowata głowa wyposażona jest w kanciaste, wystające do przodu fastigium. Przedtułów z wyrostkiem przedpiersia i dachowatym wierzchem przedplecza. Obie pary skrzydeł nieobecne. Tylna para odnóży z narządami Brunnera. Na narządy dźwiękowe składa się listwa na wewnętrznej stronie uda i rządek drobnych, poprzecznych listewek na trzecim tergicie odwłoka, przy czym narządy te mogą być zanikłe. Przysadki odwłokowe u samicy stożkowate, natomiast u samca mogą być stożkowate lub podwójnie bądź potrójnie rozwidlone. Samica ma niewielkie pokładełko z prostymi i smukłymi walwami. Samiec ma ectophallus prawie całkiem błoniasty, tylko w części proksymalno-grzbietowej występuje para lekko zesklerotyzownaych płytek, połączonych z walwami. Jego endophallus tworzy woreczek i para grzbietowych sklerotyzacji. Tarczowate, czasem nieco mostkowate nadprącie odznacza się błoniastym fragmentem pośrodku części proksymalnej, po bokach którego wyrastają dwa listewkowane i guzkowane rogi. Samice charakteryzują się speramateką o wąskim, zakrzywionym głównym zbiorniczku i krótkim, wąskim przewodzie.

## Występowanie
Wszystkie znane gatunki są endemitami Meksyku.